# 7960 Condorcet
För andra betydelser, se Condorcet (olika betydelser).
7960 Condorcet eller 1994 PW16 är en asteroid i huvudbältet som upptäcktes den 10 augusti 1994 av den belgiske astronomen Eric W. Elst vid La Silla-observatoriet. Den är uppkallad efter den franske matematikern Nicolas de Condorcet.
Asteroiden har en diameter på ungefär 4 kilometer.